# Too Cool
Too Cool foi uma equipe de wrestling profissional ativa na World Wrestling Federation entre 1999 e 2001, fazendo um curto retorno em 2004 e voltando integralmente em 2007 . É formada por Grand Master Sexay, Scott Too Hotty e teve a participação de Rikishi.

## Histórico

### 2001
O grupo deixou de existir em 2001 quando Scotty se lesionou gravemente e Christopher foi despedido por uso de uma substância proibida no Canadá.

### 2004
Em 2004, Rikishi refez a equipe com Scotty 2 Hotty, derrotando os campeões de duplas e vencendo o WWE Tag Team Championship na SmackDown. Após um reinado de médio prazo, Rikishi foi despedido logo depois de perder o título em uma luta.

### United Wrestling Federation (2007-Atual)
Depois de Scotty 2 Hotty sair da WWE, este voltou a criar a antiga equipe com Brian Lawler, atuando na UWF

## No wrestling
- Golpes especiais
  - The Worm 2000 - atualmente
  - Aided sitout powerbomb
  - Double elbow drop, com Scotty 2 Hotty e Grand Master
- Temas de entrada
  - "Turn It Up" por Jim Johnston (WWF/E)

## Campeonatos e conquistas
- World Wrestling Federation / Entertainment
  - WWE Intercontinental Championship (1 vez) - Rikishi[1]
  - WWE World Tag Team Championship (1 vez) - Sexay e Hotty
  - WWE Tag Team Championship (1 vez) - Hotty e Rikishi[2]
  - WWF Light Heavyweight Championship (1 vez)- Scotty 2 Hotty[3]